# Arnoldo Alberto Iguarán
Arnoldo Alberto Iguarán Zúñiga (Riohacha, 18 de gener del 1957) és un exfutbolista colombià.

## Trajectòria
Començà i acabà la seva carrera a Cúcuta Deportivo. També passà 12 anys a Millonarios, amb qui guanyà la lliga colombiana el 1987 i 1988.
A data de 2008, té el rècord de gols marcats amb Colòmbia amb 25 gols en 68 partits entre 1979 i 1993.
Després de la seva retirada, el seu germà Camilo Iguarán creà una acadèmia de futbol que porta el seu nom.

## Palmarès
| Equip             | Títol                      | Any  |
| ----------------- | -------------------------- | ---- |
| Deportivo Táchira | Lliga veneçolana de futbol | 1981 |
| Millonarios       | Lliga colombiana de futbol | 1987 |
| Millonarios       | Lliga colombiana de futbol | 1988 |